# Sake Dean Mahomed
Sake Dean Mahomed, nato 'Sheikh Din Muhammad, (Patna, maggio 1759 – Brighton, 24 febbraio 1851) è stato un viaggiatore, chirurgo e imprenditore indiano; fu tra i primi più noti extraeuroepei nel mondo occidentale dell'epoca.

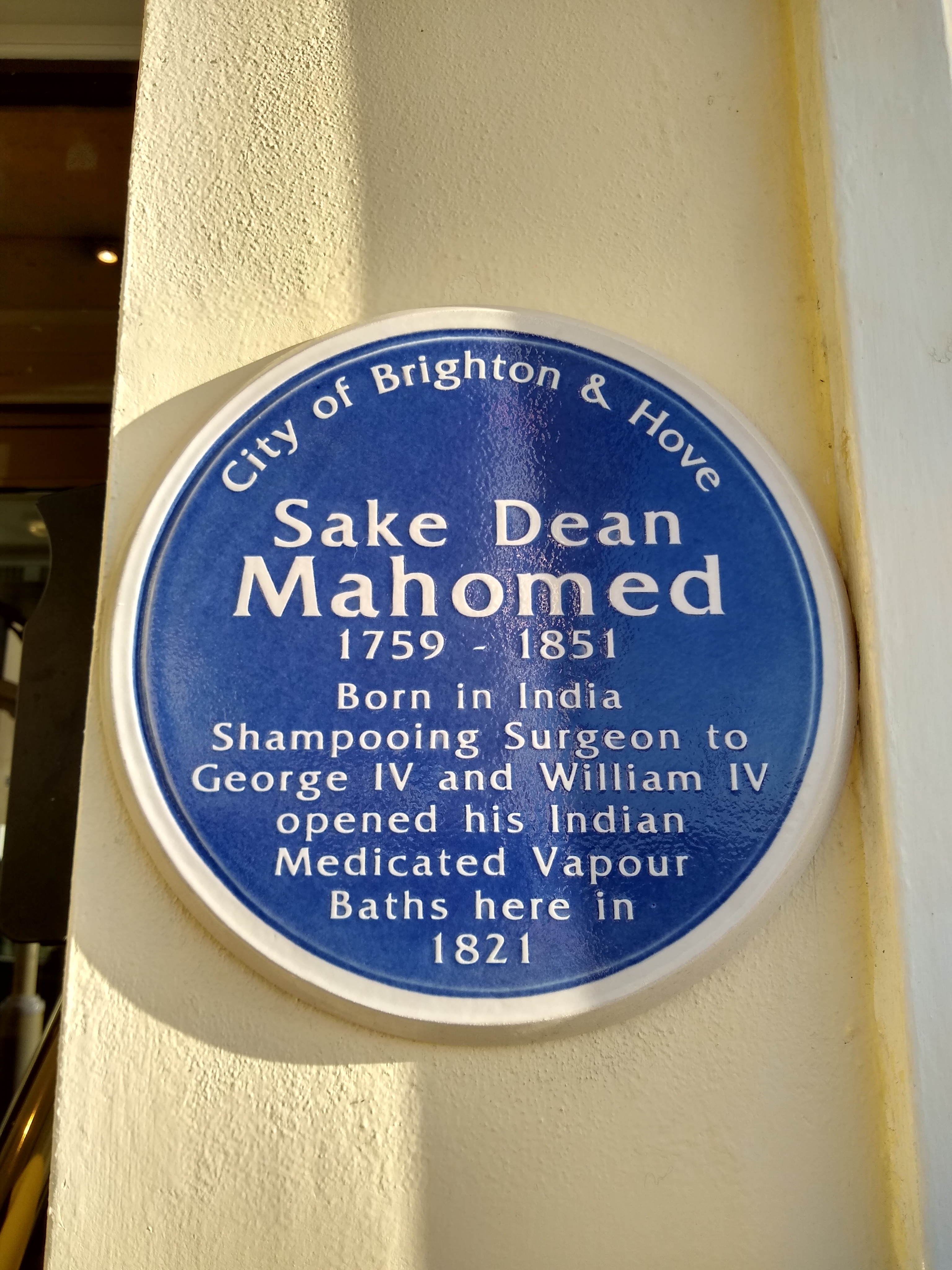
Targa commemorativa di Sake Dean Mahomed a Brighton

A causa della sua origine straniera, il suo nome è spesso scritto in vari modi nella documentazione inglese. Introdusse in Europa la cucina indiana e i massaggi di shampoo (un tipo di massaggio terapeutico fatto alla testa con degli oli). Fu anche il primo indiano a pubblicare un libro in inglese.